# Moridilla brockii
Espèce
Moridilla brockii est une espèce de mollusques nudibranches de la  famille des Facelinidae.

## Distribution
Cette espèce se rencontre dans la zone tropicale Indo/Ouest-Pacifique.

## Habitat
Son habitat correspond à la zone récifale externe ou les plateaux.

## Description
Cette espèce peut mesurer plus de 5 cm.
Le corps est allongé et étroit.
Le pied est blanc translucide et forme du côté antérieur deux tentacules en forme de corne aux teintes allant du blanc translucide à l'orangé. 
La partie médiane de la face dorsale est blanche et couverte de ceratas recourbées dans les tons orange à brun-orangé avec en son centre des ceratas plus grands et blancs. 
L'ensemble forme un moyen défensif par la présence à leur extrémité de cnidosacs (en) qui contiennent des cellules urticantes fonctionnelles (cnidocytes) provenant de l'ingestion de Cnidaires.
Les rhinophores sont en forme de plume et sont orangés.
La ponte est orange.

## Éthologie
Cet aéolide est benthique et diurne.

## Alimentation
Moridilla brockii se nourrit principalement de cnidaires.